# Karla i Jonas
Karla i Jonas (duń. Karla og Jonas) – duński film przygodowy z 2010 roku w reżyserii Charlotte Sachs Bostrup. Film w Polsce emitowany jest za pośrednictwem kanału ZigZap.
Zdjęcia kręcono w Aarhus i w Kopenhadze.

## Opis fabuły
Karla (Elena Arndt-Jensen) razem ze swoim przyjacielem Jonasem (Joshua Berman) udają się w niebezpieczną podróż w poszukiwaniu biologicznej matki chłopca. 

## Obsada
- Elena Arndt-Jensen jako Karla
- Joshua Berman jako Jonas
- Nanna Koppel jako Katrine
- Nikolaj Støvring Hansen jako Mads Morten
- Lasse Guldberg Kamper jako Młodszy brat
- Ellen Hillingsø jako Rikke
- Nicolaj Kopernikus jako Leif
- Nastja Arcel jako Birte
- Mira Wanting jako Nanna
- Stephanie Leon jako Cille
- Esben Pretzmann jako Patrik
- Anders Juul jako Micky